# Asphondylia morindae
Asphondylia morindae är en tvåvingeart som beskrevs av Mani 1934. Asphondylia morindae ingår i släktet Asphondylia och familjen gallmyggor. Inga underarter finns listade i Catalogue of Life.